# Ciąg Eulera
Ciąg Eulera – ciąg liczb naturalnych zdefiniowany funkcją kwadratową:
{\displaystyle a_{n}=n^{2}-n+41.}
Ciąg ten nazwano na cześć Leonharda Eulera.
Pierwszych 40 wyrazów tego ciągu jest liczbami pierwszymi i odkrycie tego ciągu było w czasach Eulera wyczynem – niełatwo było uzyskać tyle wartości pierwszych z rzędu bez komputera. Jednak dla {\displaystyle n=41} otrzymujemy liczbę złożoną. Ogólniej, {\displaystyle n^{2}-n+41} jest podzielne przez 41 dla każdego {\displaystyle n} dającego z dzielenia przez 41 resztę 0 lub 1. Zatem dla takich naturalnych {\displaystyle n} liczba {\displaystyle n^{2}-n+41} jest zawsze złożona, z wyjątkiem {\displaystyle n} równego 0 lub 1. Jasno widać to z równości:
{\displaystyle n^{2}-n+41=n\cdot (n-1)+41.}
Podobnie, 43 jest dzielnikiem {\displaystyle a_{n}} dla każdego {\displaystyle n} dającego resztę 42 (czyli −1) z dzielenia przez 43 itd.

## Pewne wyrazy złożonean{\displaystyle a_{n}}
Niech {\displaystyle C:=d^{2}+41.} Wtedy, dla {\displaystyle d} całkowitego:
{\displaystyle a_{C}=C^{2}-d^{2}=(C-d)\cdot (C+d),}
gdzie {\displaystyle \min(C-d,C+d)\geqslant C-|d|\geqslant C-d^{2}\geqslant 41,} więc oba czynniki rozłożenia są {\displaystyle >1.} Otrzymaliśmy więc rozkład właściwy, pokazujący, że {\displaystyle a_{C}} jest liczbą złożoną. Co więcej, dla każdego rozkładu
{\displaystyle n=x\cdot y}
dostajemy dwie nieskończone serie – jedną dla {\displaystyle x,} drugą dla {\displaystyle y}
(ale wypiszemy ją tylko dla {\displaystyle x}):
{\displaystyle a_{n+k\cdot x}=(n^{2}-n+41)+(2\cdot n+k\cdot x-1)\cdot k\cdot x,}
czyli
{\displaystyle a_{n+k\cdot x}=(1+(2\cdot n+k\cdot x-1)\cdot k)\cdot x.}
Biorąc pod uwagę oba parametry {\displaystyle d} i {\displaystyle k,} otrzymujemy {\displaystyle 2}-parametrową
rodzinę rozkładów.
Przykład
Niech na przykład {\displaystyle d:=4.} Wtedy {\displaystyle C=57,} więc:
{\displaystyle a_{C}=a_{57}=53\cdot 61}